# Jouy-en-Pithiverais
Jouy-en-Pithiverais – miejscowość i gmina we Francji, w Regionie Centralnym, w departamencie Loiret.
Według danych na rok 1990 gminę zamieszkiwało 240 osób, a gęstość zaludnienia wynosiła 15 osób/km² (wśród 1842 gmin Centre, Jouy-en-Pithiverais plasuje się na 900. miejscu pod względem liczby ludności, natomiast pod względem powierzchni na miejscu 835.).